# Zrenjanin
Zrenjanin (srp. Зрењанин, mađ. Nagybecskerek, slk. Zreňanin, rum. Becicherecul Mare, njem. Großbetschkerek) treći je najveći grad Vojvodine po broju stanovnika, sjedište Srednjobanatskog upravnog okruga i značajan industrijski i kulturni centar Banata.
Nalazi se na obali rijeke Begej, a centar grada i mjesto nekadašnje Bečkerečke tvrđave u blizini su četiriju umjetnih jezera koja su prije bila dijelovi toka Begeja. Ranije je grad bio sjedište Torontalske županije. Službeni jezici u Zrenjaninu su srpski, mađarski, slovački i rumunski.

## Povijest

### Ime
Prvobitno ime grada bilo je Bečkerek, sve dok 1769. god. nije dobio status trgovišta i time i ime Veliki Bečkerek, čime se stvorila razlika između ovoga grada i sela Malog Bečkereka. Naziv Bečkerek i do danas se zadržao među brojnim lokalnim stanovništvom, a koriste ga i na teritoriju cijele pokrajine. Doslovni prijevodi imena Veliki Bečkerek su i službeni nazivi grada na mađarskom, rumunjskom i njemačkom jeziku. 
Godine 1935. je grad preimenovan u Petrovgrad, kako se zvao svega do 1946. godine, kad je dobio naziv Zrenjanin po narodnom heroju Žarku Zrenjaninu Uči.

### Kronologija
Zrenjanin se spominje 1326. godine kao selo podignuto na tri otoka rijeke Begej. Kasnije je bila podignuta i tvrđava, a mjesto su naselili Srbi, Nijemci, Rumunji, Talijani, Francuzi, pa čak i Katalonci ("Nova Barcelona"). Veliki Bečkerek, stari naziv mjesta, postao je trgovačko središte 1769. godine. Grad je 1807. doživio katastrofalni požar. Godine 1859. osnovana je kod Melenaca Banja Rusanda. U doba Kraljevine Jugoslavije, 1935. godine, dobiva ime Petrovgrad. 

U narodnooslobodilačkom ratu, iz ovoga kraja je sedam narodnih heroja poginulo u borbi, a oko 10.000 rodoljuba bilo je u logorima i zatvorima - 2.500 ih je streljano 
. Oslobođen je 2. listopada 1944., a 1946. godine dobiva naziv Zrenjanin - po narodnom heroju Žarku Zrenjaninu - Uči. Godine 1955. kod Zrenjanina je formiran posebni rezervat prirode Carska bara. 
Od raspada Jugoslavije Zrenjanin je kao cijela Vojvodina osjetio pogubne posjledice centralizacije Srbije. Gospodarstvo se urušilo tijekom nesretnih devedesetih godina, zbog rata, sankcija, izgubljenih tržišta. Loše privatizacije još su više opustošile vojvođansku i zrenjaninsku privredu. Vojvođanska privreda, nekad moćna, danas je skromnih rezultata, s prepolovljenim brojem radnika. Grad Zrenjanin nije ostao izoliran. Posljedice ekonomskog sloma samljele su i njega. Broj uništenih poduzeća raste. Stroga centralizacija u Srbiji osobito je oslabila potencijale gradova u Vojvodini, ali i drugim krajevima Srbije, jer se državna vlast ponaša kao da svi problemi pogađaju samo Beograd. Od grada koji je 1989. bio na vrhu liste u SFRJ, 2014. je po prosječnim zaradama 8% ispod prosjeka Srbije. Dok je 1989. prosječna plaća u Zrenjaninu bila 20% veća od one u Beogradu, 2014. je beogradska plaća 35% viša od zrenjaninske.
31. kolovoza 2003. godine, Zrenjanin je pogodilo strahovito i nezapamćeno nevrijeme koje je nanijelo ogromnu materijalnu štetu. Od 2003. voda iz vodovoda u Zrenjaninu nije ispravna za piće zbog povećane količine arsena. Prema medijima, do 2011. godine nije napravljeno ni jedno istraživanje o tome koliko zagađena zrenjaninska voda utječe na zdravlje ljudi, premda ju koristi svakodnevno oko tri četvrtine stanovnika grada.
Travnja 2013. osnovana je prva organizacija s hrvatskim predznakom u Banatu. Nakon dvije godine priprema i dogovora na razini stranke, osnovana je mjesna organizacija DSHV. 4. studenoga iste godine osnovana je mjesna kulturna udruga Hrvata.

## Općina Zrenjanin
U općini se nalaze naseljena mesta: Melenci, Taraš, Jankov Most, Elemir, Klek, Aradac, Banatski Despotovac, Knićanin, Lazarevo, Botoš, Lukićevo, Ečka, Lukino Selo, Mihajlovo, Tomaševac, Stajićevo, Orlovat, Čenta, Farkaždin, Perlez i Belo Blato.

## Gradska naselja
Zeleno Polje, Centar, Gradnulica, 4. Jul, Dolja, Budžak, Mala Amerika, Bagljaš, Mužlja, Mužljanska kolonija, Putnikovo, Bagljaš, Berbersko, Livade, Crni Šor, Plinara, Duvanika.

## Kultura
Sve do njihovog nasilnog iseljavanja neposredno nakon Drugog svjetskog rata, ovaj grad je bio kulturno središte Švaba u Vojvodini i cijeloj Jugoslaviji. Ipak, i danas Zrenjanin nastavlja igrati važnu ulogu u kulturnom životu regije.

### Institucije
U gradu i okolini nalazi se dosta kulturno-istorijskih spomenika i poznatih institucija: Narodni muzej, istorijski arhiv, Gradska narodna biblioteka „Žarko Zrenjanin”, Umjetnička kolonija Ečka s galerijom, Kulturni centar, amatersko kazalište „Madách” na mađarskom jeziku, kao i Narodno kazalište „Toša Jovanović”, koje je prema popularnoj legendi nastalo tako što je u vrijeme Austro-ugarske jedan imućan Bečkerečanin preuredio žitni magacin u kazalište kako bi doveo jednu glumicu iz Pešte, u koju se zaljubio, u svoj grad. Danas Narodno kazalište ima najrazvijeniju lutkarsku scenu u Srbiji.

### Umjetnost
Banatsko udruženje književnika svake godine dodijeljuje nagradu „Najbolje iz Banata” 27. siječnja. Časopis za književnost i umjetnost „NaTron” je nekad izlazio mjesečno. Sada izlaze na srpskom jeziku listovi: „Zrenjanin” (tjedno), „Ulaznica” (kvartalno) i „Zavičajac” (godišnje). Postoji i osnovna i srednja glazbena škola „Josif Marinković”, kao i aktivna rok scena.

### Obrazovanje
Danas grad obiluje obrazovnim ustanovama koje privlače učenike iz cijele zemlje. Grad ima deset osnovnih škola (općina 27), sedam srednjih škola, jednu osnovnu i srednju školu za učenike sa smetnjama u razvoju, jednu osnovnu i srednju glazbenu školu, jednu visoku školu, jedan fakultet, kao i tri đačka i jedan studentski dom.

#### Osnovne škole u gradu Zrenjaninu
- OŠ „Servo Mihalj” Zrenjanin – srpski i mađarski nastavni jezik

- OŠ „Sonja Marinković” Zrenjanin – srpski i mađarski nastavni jezik

- OŠ „Petar Petrović Njegoš” Zrenjanin – srpski nastavni jezik

- OŠ „Dr Jovan Cvijić” Zrenjanin – srpski nastavni jezik

- OŠ „Žarko Zrenjanin” Zrenjanin – srpski nastavni jezik

- OŠ „Dositej Obradović” Zrenjanin – srpski nastavni jezik

- OŠ „Đura Jakšić” Zrenjanin – srpski nastavni jezik

- OŠ „2. oktobar” Zrenjanin – srpski nastavni jezik

- OŠ „Vuk Karadžić” Zrenjanin – srpski nastavni jezik

- OŠ „Jovan Jovanović Zmaj” Zrenjanin – srpski nastavni jezik

#### Srednje škole
- Medicinska škola Zrenjanin – srpski i mađarski nastavni jezik

- Zrenjaninska gimnazija – srpski i mađarski nastavni jezik

- Elektrotehnička i građevinska škola „Nikola Tesla” Zrenjanin – srpski i mađarski nastavni jezik

- Gospodarsko-trgovinska škola „Jovan Trajković” Zrenjanin – srpski i mađarski nastavni jezik

- Tehnička škola Zrenjanin – srpski nastavni jezik

- Kemijsko-prehrambena i tekstilna škola „Uroš Predić” Zrenjanin – srpski nastavni jezik

- Srednja poljoprivredna škola Zrenjanin – srpski nastavni jezik

#### Posebne osnovne i srednje škole
- Osnovna i srednja škola za učenike sa smetnjama u razvoju „9. maj” Zrenjanin – srpski i mađarski nastavni jezik

- Osnovna i srednja glazbena škola „Josif Marinković” Zrenjanin – srpski nastavni jezik

#### Visoke škole i fakulteti
- Visoka tehnička škola strukovnih studija Zrenjanin – srpski nastavni jezik

- Tehnički fakultet „Mihajlo Pupin” Zrenjanin (Univerzitet u Novom Sadu) – srpski nastavni jezik

#### Učenički i studentski domovi
- Dom učenika srednjih škola „Angelina Kojić – Gina”

- Ženski internat „Szathmáry Karolina”

- Muški internat „Emmausz”

- Studentski dom „Mihajlo Predić dr Miša”

#### Ostale osnovne škole u Općini Zrenjanin
- OŠ „Bratstvo jedinstvo” Belo Blato – srpski, mađarski i slovački nastavni jezik

- OŠ „Bratstvo” Aradac – srpski i slovački nastavni jezik

- OŠ „Dr Aleksandar Sabovljev” Ečka – srpski i rumunjski nastavni jezik

- OŠ „Dr Boško Vrebalov” Melenci – srpski nastavni jezik

- OŠ „Branko Radićević” Čenta – srpski nastavni jezik

- OŠ „Slavko Rodić” Lazarevo – srpski nastavni jezik

- OŠ „1. oktobar” Botoš – srpski nastavni jezik

- OŠ „Dositej Obradović” Farkaždin – srpski nastavni jezik

- OŠ „Svetozar Marković Toza” Elemir – srpski nastavni jezik

- OŠ „Petar Kočić” Banatski Despotovac – srpski nastavni jezik

- OŠ „Sveti Sava” Stajićevo – srpski nastavni jezik

- OŠ „Stevan Knićanin” Knićanin – srpski nastavni jezik

- OŠ „Jovan Dučić” Klek – srpski nastavni jezik

- OŠ „Đura Jakšić” Perlez – srpski nastavni jezik

- OŠ „Branko Ćopić” Lukićevo – srpski nastavni jezik

- OŠ „Mladost” Tomaševac – srpski nastavni jezik

- OŠ „Uroš Predić” Orlovat – srpski nastavni jezik

- OŠ „Svetozar Marković Toza” Taraš – srpski nastavni jezik

## Gospodarstvo
Zrenjanin je značajan industrijski centar Banata i Vojvodine. U Zrenjaninu su industrija tekstila, tepiha, duhana, kemijska industrija, građevinsko-industrijski kombinat, brodogradilište na Begeju, a najveći je poljoprivredno-prehrambeni kombinat. U Zrenjaninu postoji termoelektrana-toplana. Na rijeci Begeju i Begejskom kanalu razvijen je ribolov. Poznata su i lovišta, a pored Melenaca je i banja Rusanda (osnovana 1859). Od 1996.u Zrenjaninu se održavaju Dani piva, a od 2000. međunarodni sajam poduzetništva, inovacija i kooperacija »Ino-Coop«. 
Prva ljekarna u Zrenjaninu osnovana je 1784. i zvala se "Kod Spasitelja". Prije toga spominje se ljekarna 1716. kad su u gradu boravile postrojbe Eugena Savojskoga. Veliku ulogu u zrenjaninskom ljekarništvu odigrao je Milivoj Moljac  (1890. – 1979.) koji je 1919. u Bečkereku otvorio 6. po redu ljekarnu.
Od 2009. u Zrenjaninu se svake godine održava glazbeni festival elektronske glazbe Soundlovers, jedini te vrste u Banatu.
U Zrenjaninu je tvornica ulja Dijamant, kojoj je od 2005. godine većinski vlasnik hrvatski Agrokor Ivice Todorića, od kad se neprestano razvija i širi i danas je jedno od najuspješnijih poduzeća u Srbiji.
U Zrenjaninu djeluje nekoliko farmaceutskih kompanija: tvornica lijekova Jugoremedija, zatim Penfarma, farmaceutska kuća u vlasništvu malih dioiničara, a u pogonima smještenim u zrenjaninskoj industrijskoj zoni Bagljašu hrvatska farmaceutska kompanija PharmaS, vlasništvo Luke Rajića, u partnerstvu sa srpskim In med-om iz Beograda, pokrenula je tvornicu lijekova.

## Stanovništvo
| Zrenjanin | Zrenjanin | Zrenjanin | Zrenjanin |
| Popis     | Grad      | Sela      | Ukupno    |
| --------- | --------- | --------- | --------- |
| 1971.     |           |           | 129.837   |
| 1981.     |           |           | 139.300   |
| 1991.     |           |           | 134.252   |
| 2002.     |           |           | 132.051   |
| 2011.     | 76.511    | 46.851    | 123.362   |

Prema popisu stanovništva 2011. u Gradu Zrenjaninu, obuhvatno grad i seoska naselja, živjelo je 123.362 stanovnika.
- Srbi  91.579 - 74,24%
- Mađari 12.350 - 10,01%
- Romi  3.410 - 2,76%
- Rumunji 2.161 - 1,75%
- Slovaci 2.062 - 1,67%
- Jugoslaveni  592 - 0,48%
- Hrvati  527 - 0,43%
- Makedonci 412 - 0,33%
- Crnogorci  280 - 0,23%
- Bugari 184 - 0,15%
- Nijemci  139 - 0,11%
- Albanci 110 - 0,09%
- Slovenci  94 - 0,08%
- Muslimani  86 - 0,07%
- Rusi 79 - 0,06%
- Bošnjaci 30 - 0,02%
- Ukrajinci 26 - 0,02%
- Rusini  25 - 0,02%
- Bunjevci 22 - 0,02%
- Goranci 19 - 0,02%
- Vlasi 5 - 0,00%
- ostali 242 - 0,20%
- nisu se izjasnili 4.695 - 3,81%
- regionalna pripadnost	3.366 -	2,73%
- nepoznato 867 - 0,70%

## Također pogledajte
- Zrenjaninska biskupija

## Vanjske poveznice
- Villa Daniel, Zrenjanin
- http://www.najboljeizbanata.rs/best-from-banat-trg-umetnika.php  Arhivirana inačica izvorne stranice od 6. svibnja 2013. (Wayback Machine)
- http://www.art-projekt.rs/index.php?option=com_content&view=category&layout=blog&id=36&Itemid=66  Arhivirana inačica izvorne stranice od 10. veljače 2018. (Wayback Machine)
- Zrenjaninska Katedrala – biskupija nazvana po svecu koji je odbio odati tajnu ispovijedi